# Jezioro Kownackie
Jezioro Kownackie (Mrówieckie) – jezioro polodowcowe typu rynnowego w Polsce, położone w województwie wielkopolskim, w powiecie konińskim i słupeckim, w gminie Wilczyn i Orchowo, na terenie Pojezierza Żnińsko-Mogileńskiego.

## Hydronimia
Według urzędowego spisu opracowanego przez Komisję Nazw Miejscowości i Obiektów Fizjograficznych (KNMiOF) nazwa tego jeziora to Jezioro Kownackie. W różnych publikacjach i na mapach topograficznych jezioro to jest łączone w jeden zbiornik z jeziorem Mrówieckim lub także z jeziorem Wójcińskim.

## Morfometria
Powierzchnia zwierciadła wody według różnych źródeł wynosi od 89,7 ha (łącznie z jez. Mrówieckim) przez 147,5 ha(łącznie z jez. Wójcińskim i Mrówieckim) do 160,4 ha. Zwierciadło wody położone jest na wysokości 98,9 m n.p.m. Średnia głębokość jeziora wynosi 5,7 m lub 6,4 m, natomiast głębokość maksymalna 22,7 m lub 21,6 m.
Objętość jeziora według różnych źródeł wynosi 5731,7 tys. m³ (łącznie z jez. Mrówieckim) lub 9218,6 tys. m³.
W oparciu o badania przeprowadzone w 2003 roku wody jeziora zaliczono do III klasy czystości i II kategorii podatności na degradację. W 1998 roku wody jeziora zaliczono do II klasy czystości.
Z powodu działalności kopalni węgla brunatnego jezioro znajduje się w stanie zaniku.